# Psilocerea scardamyctes
Psilocerea scardamyctes är en fjärilsart som beskrevs av Louis Beethoven Prout 1925. Psilocerea scardamyctes ingår i släktet Psilocerea och familjen mätare. Inga underarter finns listade.